# Dreistufentheorie
Die Dreistufentheorie  ist eine 1958 vom Bundesverfassungsgericht im Apotheken-Urteil entwickelte Konkretisierung des Verhältnismäßigkeitsprinzips im Rahmen der Einschränkung des Grundrechts der Berufsfreiheit. Das Gericht korrigierte dabei seine Auffassung, Art. 12 Abs. 1 Grundgesetz (GG) enthalte mehrere Grundrechte, denn es kam zum Ergebnis, dass ein einheitliches Grundrecht der Berufsfreiheit besteht.

## Die drei Stufen
Die in Art. 12 Abs. 1 GG garantierte Freiheit der Berufswahl und der Berufsausübung kann nach Art. 12 Abs. 1 S. 2 GG durch Gesetz oder auf Grund eines Gesetzes eingeschränkt werden. Die Schranken des Grundrechtes der Berufsfreiheit werden nach der im Apotheken-Urteil (BVerfGE 7, 377 ff.) vom 11. Juni 1958 entwickelten Rechtsprechung des Bundesverfassungsgerichts hierbei in drei verschiedene Stufen von unterschiedlicher Eingriffsintensität unterteilt. Von Stufe zu Stufe steigern sich die Voraussetzungen, unter denen der jeweilige Eingriff verfassungsrechtlich zulässig ist.
1. Stufe – bloße Regelung der Art und Weise der Berufsausübung: Sie kann durch jede vernünftige Erwägung des Allgemeinwohls gerechtfertigt sein, z. B. Ladenschluss, Werbeverbot für Ärzte. Der Grundrechtsschutz beschränkt sich insoweit auf die Abwehr übermäßig belastender und nicht zumutbarer Auflagen.
2. Stufe – Einschränkungen der freien Berufswahl durch subjektive Zulassungsvoraussetzungen. Diese geben den Zugang zu den Berufen nur den in bestimmter Weise qualifizierten Bewerbern frei. Diese Eingriffe können gerechtfertigt sein, wenn sie zum Schutz eines wichtigen Gemeinschaftsgutes erforderlich sind, z. B. die Meisterprüfung, das Staatsexamen oder ein Mindestalter. Die Legitimation dieser Beschränkungen besteht also darin, dass viele Berufe bestimmte Kenntnisse, Fertigkeiten oder persönliche Eigenschaften erfordern.
3. Stufe – Einschränkungen der freien Berufswahl durch objektive Zulassungsvoraussetzungen. Hierunter werden Voraussetzungen verstanden, die von der individuellen Eignung des Bewerbers unabhängig sind: z. B. Zulassungsquoten für Apotheken. Deren Erfüllung ist von seiner Person also losgelöst. Das Bundesverfassungsgericht sieht darin das gröbste und radikalste Mittel der Absperrung fachlich und moralisch voll geeigneter Bewerber. Diese sind daher nur zulässig zur Abwendung schwerer und nachweisbarer Gefahren für ein überragend wichtiges Gemeinschaftsgut (z. B. Volksgesundheit, Recht auf Leben).
Der Gesetzgeber muss stets die Form des Eingriffs wählen, die das Grundrecht am wenigsten beschränkt. Er darf also zu Berufswahlregelungen erst dann greifen, wenn Berufsausübungsregelungen nicht ausreichen.

## Hintergrund der Unterscheidung
Der Grund für diese Unterscheidung ist darin zu sehen, dass der Wortlaut der Norm eine Differenzierung zwischen der Berufswahl- und der Berufsausübungsfreiheit nahelegt. Nach Ansicht des Bundesverfassungsgerichts bilden jedoch beide vielmehr nur konnexe Elemente eines einheitlichen Grundrechts der Berufsfreiheit, denn schon die Aufnahme einer Berufstätigkeit stellt sowohl den Anfang der Berufsausübung dar wie die gerade sich hierin äußernde Bestätigung der Berufswahl.
Der Regelungsvorbehalt des Art. 12 Abs. 1 S. 2 GG, der Einschränkungen der Berufsfreiheit erlaubt, bezieht sich ausdrücklich jedoch nur auf die Berufsausübung. Dies kann aber nach Ansicht des Bundesverfassungsgerichts nicht dazu führen, dass Eingriffe in die Freiheit der Berufswahl nicht auch gerechtfertigt werden können. Daher geht die Dreistufentheorie davon aus, dass der Regelungsvorbehalt des Art. 12 Abs. 1 S. 2 GG „dem Grunde nach“ die Berufswahl- und Berufsausübungsfreiheit erfasst. Der Regelungsvorbehalt gilt jedoch nach der Dreistufentheorie nicht gleich stark, vielmehr sind die erwähnten Abstufungen in Berufsausübung, subjektive Zulassungsvoraussetzungen und objektive Zulassungsvoraussetzungen vorzunehmen.
Diese Differenzierung als Ausfluss des Verhältnismäßigkeitsprinzips knüpft daran an, dass eine objektive Zulassungsvoraussetzung zu einem Beruf ein wesentlich schwerwiegender Grundrechtseingriff ist als eine reine Regelung der Ausübung. In der neueren Rechtsprechung und Literatur ist daher auch zu bemerken, dass eine gewisse Abkehr von einem starren Stufenschema eingesetzt hat und vielmehr im Rahmen der Rechtfertigung daran angelehnte Erwägungen der Verhältnismäßigkeit im Sinne einer gleitenden Grenze vorgenommen werden.

## Kritik
Auch wenn die Dreistufentheorie rasch allseits akzeptiert und aufgegriffen wurde, hat zwischenzeitlich auch Kritik daran eingesetzt. Die Kritik, die insbesondere von Jörg Lücke formuliert wurde, knüpft daran an, dass die Dreistufentheorie eigentlich dem Wortlaut von Art. 12 Abs. 1 GG nicht entspricht. Lücke wirft dem Bundesverfassungsgericht auch vor, es sei inkonsequent, wenn es im Rahmen des Schutzbereiches von der Einheitlichkeit des Grundrechts der Freiheit der Berufswahl und -ausübung ausgeht, umgekehrt aber im Rahmen der Rechtfertigungsprüfung die Einheitlichkeit  nicht weiter verfolgt, sondern die Eingriffe auf die drei genannten Stufen aufteilt.
Man kann anstelle der Dreistufentheorie die notwendige Qualifikation für einen Beruf auch als Regelung der Berufsausübung verstehen und so die sog. subjektiven Zulassungskriterien auch ohne Anwendung der Dreistufentheorie über Art. 12 Abs. 1 S. 2 GG gerechtfertigt ansehen. Die notwendigen objektiven Zulassungsbeschränkungen ließen sich auch über die verfassungsimmanenten Schranken rechtfertigen. Dies ist bei den anderen vorbehaltlos garantierten Grundrechten, wie etwa der Kunstfreiheit, bereits anerkannt. Die Freiheit der Berufswahl würde insofern nur durch die Grundrechte Dritter und objektive, den Grundrechten im Allgemeinen gleichwertige Verfassungsgüter begrenzt. Der Kreis würde in etwa dem entsprechen, was im Sinne der Dreistufentheorie den schweren und nachweisbaren Gefahren für ein überragend wichtiges Gemeinschaftsgut entspricht. So gesehen bedürfe es keines Rückgriffs auf die Dreistufentheorie, da auch durch eine Auslegung, die sich am Wortlaut der Norm hält, alle Fälle befriedigend gelöst werden können.